# نور جيغي
نور جيغي (بالأرمنية: Նոր Գեղի) قرية رئيسية في مقاطعة كوتايك بأرمينيا، تقع على بُعد حوالي 22 كم شمال العاصمة يريفان، بالقرب من مدينة نور هاشن. وبلغ عدد سكان القرية 5319 نسمة، وفقًا لتعداد عام 2011.

## علم الآثار
كشفت دراسة أجريت عام 2014 ونشرت في مجلة ساينس عن وجود أدوات حجرية من طراز ليفالوا وأدوات حجرية ثنائية الوجه في موقع أثري بالقرب من نور جيغي.  كانت القطع الأثرية، التي عُثر عليها محفوظة في التربة تحت تدفق الحمم البركانية المتأخر والتي يعود تاريخها إلى 325.000 - 335.000 سنة، عبارة عن مزيج من تقليدين متميزين لتكنولوجيا الأدوات الحجرية: الأدوات ثنائية الوجه وأدوات ليفالوا. يقترح دانييل أدلر أن التعايش بين الأدوات ثنائية الوجه وأدوات ليفالوا في الموقع يوفر أول دليل واضح على أن السكان المحليين طوروا تقنية ليفالوا من تقنية ثنائية الوجه الموجودة وأن القطع الأثرية التي عُثر عليها في نور جيغي تعكس المرونة التكنولوجية والتنوع لسكان واحد. ويخلص كذلك إلى أن هذا يتحدى الرأي القائل بأن التغيير التكنولوجي نتج عن التغيير السكاني ويقترح بدلاً من ذلك أن تكنولوجيا ليفالوا تطورت بشكل مستقل عن التكنولوجيا الموجودة داخل مجموعات بشرية مختلفة تشترك في أصول تكنولوجية مشتركة. 